# Guerra en el País de los Insectos
Guerra en el País de los Insectos es una serie de historietas creada por José Cabrero Arnal en 1933, la primera de las de larga extensión y protagonismo animal que realizó para el tebeo "Pocholo". Como las demás, muestra una gran influencia de Walt Disney.
La propia editorial Santiago Vives la recopiló en un par de álbumes monográficos dentro de sus colecciones "Karikatos" (n.º 3, 1934) y "Aventuras Ilustradas" (n.º 2, 1936).